# Thuidium bipinnatulum
Thuidium bipinnatulum är en bladmossart som beskrevs av Mitten 1891. Thuidium bipinnatulum ingår i släktet tujamossor, och familjen Thuidiaceae. Inga underarter finns listade i Catalogue of Life.